# Pedro Pedrossian
Pedro Pedrossian GOMM (Miranda, 13 de agosto de 1928 — Campo Grande, 22 de agosto de 2017) foi um acadêmico, engenheiro civil e político brasileiro filiado ao Partido da Mobilização Nacional (PMN). Por Mato Grosso do Sul, foi governador por dois mandatos e senador. Por Mato Grosso, foi governador.

## Biografia
Filho de João Pedro Pedrossian e Rosa Pedrossian, ambos de origem armênia, formou-se em engenharia civil pela Escola de Engenharia da Universidade Presbiteriana Mackenzie de São Paulo.
Pedrossian foi governador de Mato Grosso no período de 1966 a 1971, antes que o estado fosse dividido. Eleito senador em 1978, renunciou ao mandato em 1980 para assumir o cargo governador nomeado do estado de Mato Grosso do Sul em 7 de novembro daquele ano. Em 15 de março de 1991 assumiu novamente o cargo de governador sul-mato-grossense — eleito em pleito direto ocorrido em 1990. Permaneceu no posto até 1º de janeiro de 1995. Foi candidato a governador em 1998 e a senador em 2002 sem sucesso. Teve passagens pelos seguintes partidos: PSD, ARENA, PDS, PTB, PDT, PST, PMDB e PMN.
Foi condecorado com a medalha do Pacificador, do Exército Brasileiro, e com a Ordem do Mérito Aeronáutico. Em suas administrações foram criadas a Universidade Federal de Mato Grosso (UFMT), sediada em Cuiabá, a Universidade Estadual de Mato Grosso do Sul (UEMS), sediada em Dourados, e a Universidade Federal de Mato Grosso do Sul (UFMS), com sede em Campo Grande. Em 1993, Pedrossian foi admitido pelo presidente Itamar Franco à Ordem do Mérito Militar no grau de Grande-Oficial especial.
Morreu em Campo Grande, aos 89 anos de idade. Após sua morte, o Parque dos Poderes, construído na primeira administração, ganhou seu nome em homenagem póstuma.

## Memórias
Em maio de 2006 lançou o livro de memórias Pedro Pedrossian – O Pescador de Sonhos, publicado pelo Instituto Histórico e Geográfico de Mato Grosso do Sul, em que relata a sua trajetória política, marcada pelo empreendedorismo, populismo e personalismo.